# 神經棘帆

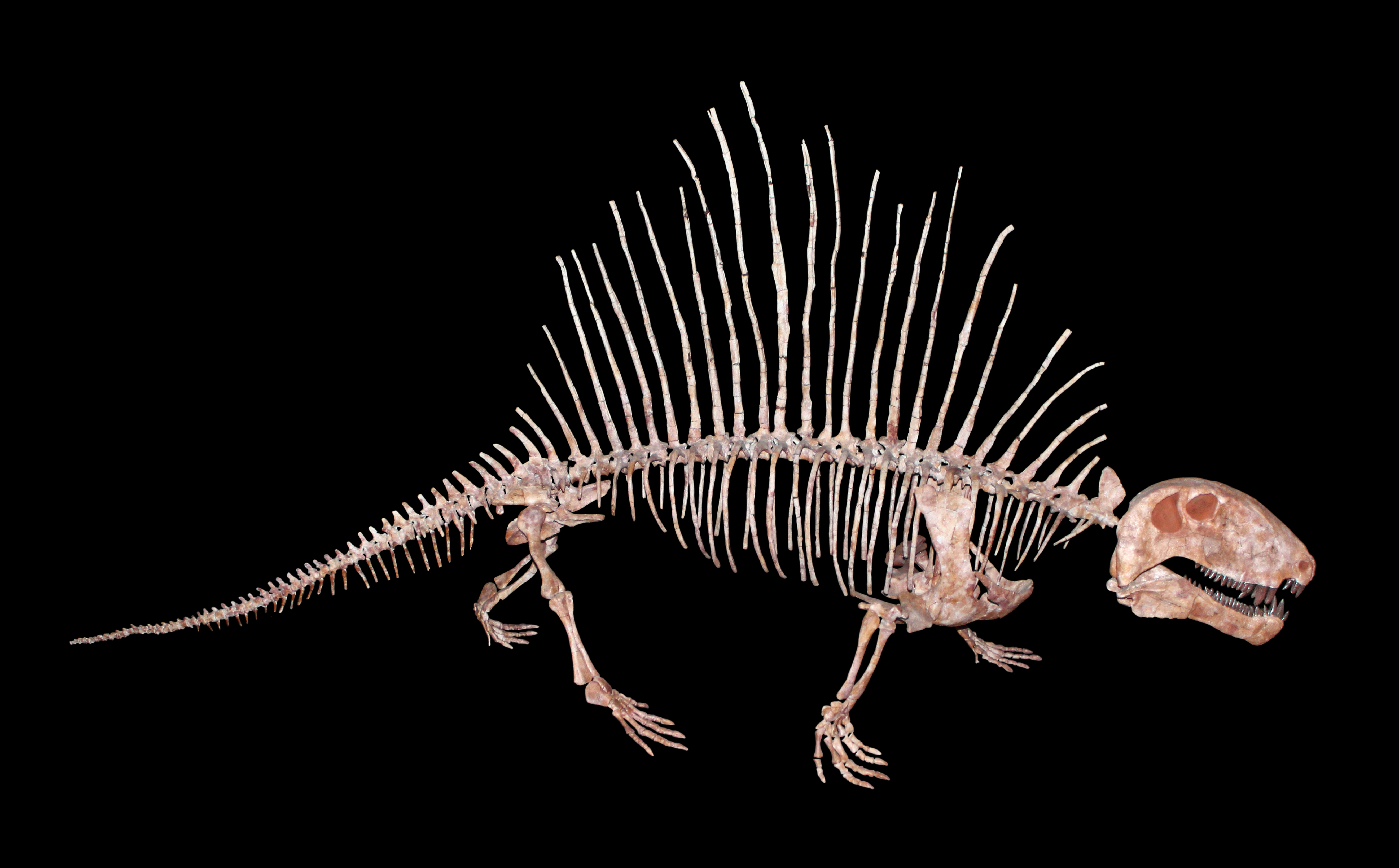
异齿龙的神經棘帆

神經棘帆（英語：neural spine sail）是从动物的背部伸出的与脊椎共线的的大而扁平的突起。许多已灭绝的两栖动物和羊膜动物都具有從起背部延伸出神经棘。古生物学家已经提出了神經棘帆的諸多作用。

## 作用
神經棘帆具有諸多作用。

### 體溫調節
神經棘帆可能被用於動物的體溫調節。這些棘的底部有具有血管的通道，能夠為神經棘提供大量血液。動物可以利用神經棘帆的大表面積在早晨吸收太陽的熱量。作為外溫動物，他們需要外部來源的熱量，然後肌肉才能開始正常運作。捕食者因此比其移動較慢的獵物具有優勢。如果動物過熱，可以反向使用帆。牠們會站在樹蔭下，帆將向外散發熱量。

### 求偶交配
许多现代动物精緻的身体结构通常在交配过程中吸引异性。科學家認為，这是神經棘帆的一种潜在功能。

### 儲藏食物

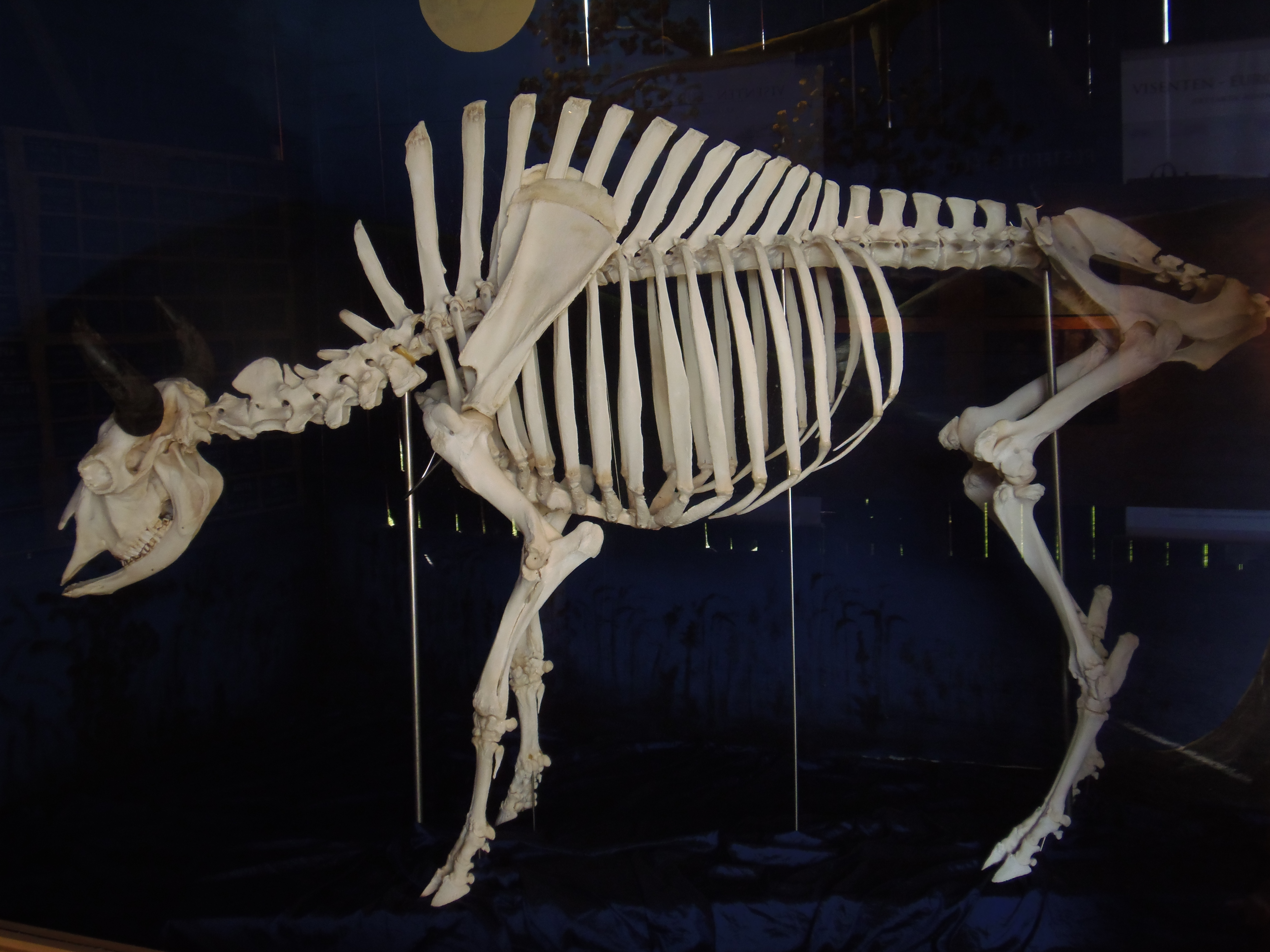
水牛的神經棘更像是駝峰而非船帆

正如德國科學家斯特羅默（Stromer）在1915年所指出的那样，神經棘帆的结构也可能比起帆状更像驼峰一樣 。杰克·鲍曼·贝利（Jack Bowman Bailey）在1997年提出了與之類似的水牛後背假說（buffalo-back）。贝利为支持他的“水牛后背”假说，认为在棘龙，豪勇龍屬和其他带有长神经棘的恐龙中，这些棘比盤龍目（已知有帆）的棘相对短和粗。相反，恐龙的神经棘与已灭绝的具有類似駝峰結構的哺乳动物，例如巨角犀屬的神经棘相似。

### 偽裝
当躲在芦苇丛中并等待伏击猎物时，异齿龙可能会利用其背面的帆来帮助自己伪装。

### 發出聲音
格雷戈里·保罗（Gregory Paul）認為，阿馬加龍的平行颈部帆将减少颈部屈曲。他提出，由于它们的圆形而不是平坦的横截面，这些刺更可能被角质鞘覆盖。 他还認為它們可以連接在一起用於發出聲音。

## 物种

### 两栖动物
- 扁豪豬螈屬

### 羊膜动物
- 合弓纲
  - 基龍
  - 异齿龙
- 波波龍超科
  - 梳棘龍
  - 芙蓉龙
- 恐龙总目
  - 魚獵龍
  - 恐爪龙
  - 阿馬加龍
  - 高脊龙
  - 雷巴齊斯龍
  - 豪勇龙
  - 似鳄龙